# Doddamadure, Kunigal
Doddamadure là một làng thuộc tehsil Kunigal, huyện Tumkur, bang Karnataka, Ấn Độ.